# Куш (село)
Куш (каз. Күш) — село в Енбекшиказахском районе Алматинской области Казахстана. Входит в состав Балтабайского сельского округа. Код КАТО — 194039600.

## Население
В 1999 году население села составляло 243 человека (119 мужчин и 124 женщины). По данным переписи 2009 года, в селе проживало 290 человек (138 мужчин и 152 женщины).